# Freddy Stock
Freddy William Stock Donoso (Buin, 26 de agosto de 1968) es un periodista, presentador de televisión, locutor de radio y músico chileno. Actualmente es el presentador del programa Stock Disponible en el canal de televisión Vía X. Fue locutor del programa de debate Razones Editoriales en Radio Usach.

## Biografía
Estudió en el Instituto Nacional General José Miguel Carrera y posteriormente cursó la carrera de periodismo en la Universidad de Chile, más tarde obtuvo un magíster en Comunicación Estratégica en la Pontificia Universidad Católica de Chile.
Partió su trabajo en televisión en TVN como director de espectáculos y en la conducción del programa nocturno “Medianoche, Cultura y Espectáculos“ en 2003, y luego en  “Red Social“, de Red Televisión. Luego llega al canal de televisión Vía X para ser el presentador del programa Cadena nacional entre 2016 y 2018. Desde abril de 2018 es el conductor de “Stock Disponible“, programa de entrevistas a personalidades de la actualidad y del mundo de la política.
En el ámbito radial fue el primer director de Radio Zero desde su fundación en 1995. Condujo desde 2012 a 2019 el programa de actualidad política "Palabras sacan palabras" en Radio Futuro. Hasta diciembre de 2022, fue el conductor del programa de debate “Razones Editoriales“ en Radio Usach.
En 1999 escribió el libro "Corazones rojos: Biografía no autorizada del grupo musical Los Prisioneros", que es la primera sobre una banda de rock hecha en Chile. En 2002 escribe “La vida mágica de Los Jaivas, los caminos que se abren”, libro que narra la historia oficial de Los Jaivas, la legendaria banda musical chilena.
En 2018 funda la banda de rock nacional "Los Carrera", en conjunto con Carlos Albarracin “Dr. Rock & Roll”, Felipe Balcazar y Robert Rodríguez.
En agosto de 2023 presentó su nuevo libro "5 minutos. La vida eterna de Víctor Jara", dedicado a la vida y obra del cantautor chileno Víctor Jara.

## Vida personal
Entre 2013 y 2019 mantuvo una relación sentimental con la diputada Karol Cariola.